# Clasamente mondiale la tenis
punctaj 2014
| Categoria turneului         | Premiu Suma de bani | S         | F | HF | VF | AF | R3 | R2 | R1 | Puncte suplimentare pentru calificare                                                                     | Puncte suplimentare pentru calificare                                                                     | Puncte suplimentare pentru calificare                                                                     |
| Categoria turneului         | Premiu Suma de bani | S         | F | HF | VF | AF | R3 | R2 | R1 | Q | q2 | q1 |
| --------------------------- | ------------------- | --------- | --- | --- | --- | --- | --- | --- | --- | --- | --- | --- |
| Grand Slam                  |                     | 2000      | 1200 | 720 | 360 | 180 | 90 | 45 | 10 | 25 | 14 | 8 |
| ATP World Tour Masters 1000 |                     | 1000      | 600 | 360 | 180 | 90 | 45 | 10 (25)                                                                                                   | (10) | 25 (12)*                                                                                                  | 14 (7)*                                                                                                   | |
| ATP World Tour 500          |                     | 500       | 300 | 180 | 90 | 45 | (20) | | | 20 (10)*                                                                                                  | 10 (4)*                                                                                                   | |
| ATP World Tour 250          |                     | 250       | 150 | 90 | 45 | 20 | (5) | | | 12 (5)*                                                                                                   | | |
| Challenger                  | $150,000 +H         | 125       | 75 | 45 | 25 | 10 | | | | 5 | | |
| Challenger                  | $150,000            | 110       | 65 | 40 | 20 | 9 | | | | 5 | | |
| Challenger                  | $125,000            | 100       | 60 | 35 | 18 | 8 | | | | 5 | | |
| Challenger                  | $100,000            | 90        | 55 | 33 | 17 | 8 | | | | 5 | | |
| Challenger                  | $75,000             | 80        | 48 | 29 | 15 | 6 | | | | 5 | | |
| Challenger                  | $50,000             | 75        | 45 | 27 | 13 | 5 | | | | 3 | | |
| Challenger                  | $35,000 +H          | 75        | 45 | 27 | 13 | 5 | | | | 3 | | |
| Futures**                   | $15,000 +H          | 33        | 19 | 9 | 4 | 1 | | | | | | |
| Futures**                   | $15,000             | 25        | 14 | 7 | 3 | 1 | | | | | | |
| Futures**                   | $10,000             | 17        | 9 | 5 | 2 | 1 | | | | | | |
| ATP World Tour Finals       |                     | max. 1500 | 200 pct. pentru fiecare câștigător de serie (3 meciuri) +400 pentru semifinală, +500 câștigător în finală | 200 pct. pentru fiecare câștigător de serie (3 meciuri) +400 pentru semifinală, +500 câștigător în finală | 200 pct. pentru fiecare câștigător de serie (3 meciuri) +400 pentru semifinală, +500 câștigător în finală | 200 pct. pentru fiecare câștigător de serie (3 meciuri) +400 pentru semifinală, +500 câștigător în finală | 200 pct. pentru fiecare câștigător de serie (3 meciuri) +400 pentru semifinală, +500 câștigător în finală | 200 pct. pentru fiecare câștigător de serie (3 meciuri) +400 pentru semifinală, +500 câștigător în finală | 200 pct. pentru fiecare câștigător de serie (3 meciuri) +400 pentru semifinală, +500 câștigător în finală | 200 pct. pentru fiecare câștigător de serie (3 meciuri) +400 pentru semifinală, +500 câștigător în finală | 200 pct. pentru fiecare câștigător de serie (3 meciuri) +400 pentru semifinală, +500 câștigător în finală | 200 pct. pentru fiecare câștigător de serie (3 meciuri) +400 pentru semifinală, +500 câștigător în finală |

- (**): La dublu se acordă puncte la turneele Futures numai din semifinală.

## Clasamentul mondial pe ani la feminin
| Jucătoarea             | Finalul anilor                                 |
| ---------------------- | ---------------------------------------------- |
| Chris Evert            | 1975, 1976, 1977, 1980, 1981                   |
| -/ Martina Navrátilová | 1978, 1979, 1982, 1983, 1984, 1985, 1986       |
| Steffi Graf            | 1987, 1988, 1989, 1990, 1993, 1994, 1995, 1996 |
| -/ Monica Seles        | 1991, 1992                                     |
| Martina Hingis         | 1997, 1999, 2000                               |
| Lindsay Davenport      | 1998, 2001, 2004, 2005                         |
| Serena Williams        | 2002, 2009                                     |
| Justine Henin          | 2003, 2006, 2007                               |
| Jelena Janković        | 2008                                           |

| Locul | Jucătoarea                                       | Data primei victorii | Nr. de săptămâni |
| ----- | ------------------------------------------------ | -------------------- | ---------------- |
| 01    | Evert, Chris Chris Evert                         | 03. November 1975    | 260              |
| 02    | Goolagong, Evonne Evonne Goolagong               | 26. April 1976       | 02               |
| 03    | Navratilova, Martina / Martina Navrátilová       | 10. Juli 1978        | 331              |
| 04    | Austin, Tracy Tracy Austin                       | 07. April 1980       | 022              |
| 05    | Graf, Steffi Steffi Graf                         | 17. August 1987      | 377              |
| 06    | Seles, Monica / Monica Seles                     | 11. März 1991        | 178              |
| 07    | Sanchez Vicario, Arantxa Arantxa Sánchez-Vicario | 06. Februar 1995     | 012              |
| 08    | Hingis, Martina Martina Hingis                   | 31. März 1997        | 209              |
| 09    | Davenport, Lindsay Lindsay Davenport             | 12. Oktober 1998     | 098              |
| 10    | Capriati, Jennifer Jennifer Capriati             | 15. Oktober 2001     | 017              |
| 11    | Williams, Venus Venus Williams                   | 25. Februar 2002     | 011              |
| 12    | Williams, Serena Serena Williams                 | 08. Juli 2002        | 0102             |
| 13    | Clijsters, Kim Kim Clijsters                     | 11. August 2003      | 019              |
| 14    | Henin, Justine Justine Henin                     | 20. Oktober 2003     | 117              |
| 15    | Mauresmo, Amelie Amélie Mauresmo                 | 13. September 2004   | 039              |
| 16    | Scharapowa, Maria Maria Scharapowa               | 22. August 2005      | 017              |
| 17    | Ivanovic, Ana Ana Ivanović                       | 09. Juni 2008        | 012              |
| 18    | Jankovic, Jelena Jelena Janković                 | 11. August 2008      | 018              |
| 19    | Safina, Dinara Dinara Safina                     | 20. April 2009       | 026              |

Situația la: 10. Mai 2010,